# Roachdale
Roachdale – miasto w Stanach Zjednoczonych, w stanie Indiana, w hrabstwie Putnam.